# Rocher du Débarquement
Der Rocher du Débarquement (aus dem Französischen sinngemäß übersetzt Anlandungsfelsen) ist ein eisfreier und 175 m langer Rifffelsen vor der Küste des ostantarktischen Adélielands. Er markiert das nördliche Ende der Dumoulin-Inseln im Géologie-Archipel.
Teilnehmer der Dritten Französischen Antarktisexpedition (1837–1840) unter der Leitung des Polarforschers Jules Dumont d’Urville landeten im Januar 1840 hier an und gaben ihm anlässlich dieses Ereignisses seinen Namen. Identifiziert wurde der Felsen anhand von Luftaufnahmen, die bei der US-amerikanischen Operation Highjump (1946–1947) entstanden und durch Vermessungen durch französische Wissenschaftler zwischen 1950 und 1952.
Auf Vorschlag Frankreichs steht der Felsen seit dem Jahr 2006 als Historische Stätte HSM-81 unter dem besonderen Schutz des Antarktisvertrags.